# Ōtsu, Shiga
Ōtsu (大津市 (Đại Tân thị) Ōtsu-shi) là thành phố và thủ phủ thuộc tỉnh Shiga, Nhật Bản. Tính đến ngày 1 tháng 10 năm 2020, dân số ước tính thành phố là 345.070 người và mật độ dân số là 740 người/km2. Tổng diện tích thành phố là 464,5 km2.

## Địa lý

### Đô thị lân cận
- Shiga
  - Kusatsu
  - Rittō
  - Kōka
  - Takashima
- Kyōto
  - Kyōto
  - Uji
  - Ujitawara

### Khí hậu
| Dữ liệu khí hậu của Ōtsu, Shiga          | Dữ liệu khí hậu của Ōtsu, Shiga | Dữ liệu khí hậu của Ōtsu, Shiga | Dữ liệu khí hậu của Ōtsu, Shiga | Dữ liệu khí hậu của Ōtsu, Shiga | Dữ liệu khí hậu của Ōtsu, Shiga | Dữ liệu khí hậu của Ōtsu, Shiga | Dữ liệu khí hậu của Ōtsu, Shiga | Dữ liệu khí hậu của Ōtsu, Shiga | Dữ liệu khí hậu của Ōtsu, Shiga | Dữ liệu khí hậu của Ōtsu, Shiga | Dữ liệu khí hậu của Ōtsu, Shiga | Dữ liệu khí hậu của Ōtsu, Shiga | Dữ liệu khí hậu của Ōtsu, Shiga |
| Tháng                                    | 1                               | 2                               | 3                               | 4                               | 5                               | 6                               | 7                               | 8                               | 9                               | 10                              | 11                              | 12                              | Năm                             |
| ---------------------------------------- | ------------------------------- | ------------------------------- | ------------------------------- | ------------------------------- | ------------------------------- | ------------------------------- | ------------------------------- | ------------------------------- | ------------------------------- | ------------------------------- | ------------------------------- | ------------------------------- | ------------------------------- |
| Cao kỉ lục °C (°F)                       | 16.5 (61.7)                     | 20.3 (68.5)                     | 24.0 (75.2)                     | 28.8 (83.8)                     | 33.2 (91.8)                     | 36.1 (97.0)                     | 38.4 (101.1)                    | 38.5 (101.3)                    | 37.5 (99.5)                     | 31.7 (89.1)                     | 26.6 (79.9)                     | 20.0 (68.0)                     | 38.5 (101.3)                    |
| Trung bình ngày tối đa °C (°F)           | 7.9 (46.2)                      | 8.5 (47.3)                      | 12.6 (54.7)                     | 18.6 (65.5)                     | 23.7 (74.7)                     | 26.8 (80.2)                     | 30.9 (87.6)                     | 32.5 (90.5)                     | 28.1 (82.6)                     | 22.2 (72.0)                     | 16.1 (61.0)                     | 10.5 (50.9)                     | 19.9 (67.8)                     |
| Trung bình ngày °C (°F)                  | 4.1 (39.4)                      | 4.4 (39.9)                      | 7.6 (45.7)                      | 13.1 (55.6)                     | 18.2 (64.8)                     | 22.1 (71.8)                     | 26.2 (79.2)                     | 27.3 (81.1)                     | 23.3 (73.9)                     | 17.4 (63.3)                     | 11.5 (52.7)                     | 6.5 (43.7)                      | 15.1 (59.2)                     |
| Tối thiểu trung bình ngày °C (°F)        | 0.7 (33.3)                      | 0.6 (33.1)                      | 3.2 (37.8)                      | 8.0 (46.4)                      | 13.3 (55.9)                     | 18.2 (64.8)                     | 22.6 (72.7)                     | 23.5 (74.3)                     | 19.6 (67.3)                     | 13.3 (55.9)                     | 7.3 (45.1)                      | 2.8 (37.0)                      | 11.1 (52.0)                     |
| Thấp kỉ lục °C (°F)                      | −5.4 (22.3)                     | −6.6 (20.1)                     | −2.7 (27.1)                     | −0.4 (31.3)                     | 3.4 (38.1)                      | 8.6 (47.5)                      | 15.1 (59.2)                     | 16.5 (61.7)                     | 9.9 (49.8)                      | 3.4 (38.1)                      | 0.2 (32.4)                      | −4.1 (24.6)                     | −6.6 (20.1)                     |
| Lượng Giáng thủy trung bình mm (inches)  | 56.8 (2.24)                     | 69.7 (2.74)                     | 117.9 (4.64)                    | 125.6 (4.94)                    | 156.9 (6.18)                    | 217.7 (8.57)                    | 211.8 (8.34)                    | 159.5 (6.28)                    | 172.0 (6.77)                    | 149.1 (5.87)                    | 79.3 (3.12)                     | 60.2 (2.37)                     | 1.566,6 (61.68)                 |
| Số ngày giáng thủy trung bình (≥ 1.0 mm) | 7.2                             | 7.9                             | 10.6                            | 10.4                            | 10.3                            | 12.4                            | 12.0                            | 9.1                             | 10.7                            | 9.2                             | 7.0                             | 7.5                             | 114.6                           |
| Số giờ nắng trung bình tháng             | 120.4                           | 125.4                           | 160.9                           | 183.0                           | 192.8                           | 142.1                           | 159.3                           | 202.9                           | 150.2                           | 157.1                           | 141.1                           | 133.1                           | 1.870,2                         |
| Nguồn: Cục Khí tượng Nhật Bản            |                                 |                                 |                                 |                                 |                                 |                                 |                                 |                                 |                                 |                                 |                                 |                                 |                                 |

## Giao thông

### Cao tốc/Xa lộ
- Cao tốc Meishin
- Cao tốc Shin-Meishin
- Quốc lộ 1
- Quốc lộ 8
- Quốc lộ 161